# Parafia św. Andrzeja Apostoła w Czeszewie
Parafia św. Andrzeja Apostoła w Czeszewie – rzymskokatolicka parafia w dekanacie Kcynia diecezji bydgoskiej. Została utworzona w 1290 r.
Na obszarze parafii leżą miejscowości z gminy Gołańcz: Brdowo, Czerlin, Czeszewo, Gręziny, Kujawki, Morakowo oraz Stołężyn (część) z gminy Wapno, Wiśniewko z gminy Damasławek i Wiśniewo z gminy Wągrowiec.